# 2016年リオデジャネイロパラリンピックのブルンジ選手団
2016年リオデジャネイロパラリンピックのブルンジ選手団（2016ねんリオデジャネイロパラリンピックのブルンジせんしゅだん）は、2016年9月7日から9月18日までブラジルのリオデジャネイロで開催された2016年リオデジャネイロパラリンピックブルンジ選手団の名簿。

## 選手団
- 人員: 選手 1人
- 開会式旗手: レミー・ニコビメゼ

## 種目別選手・スタッフ名簿及び成績

### 陸上競技
- レミー・ニコビメゼ（男子1500m T45/46 切断・機能）4分10秒00、8位